# Jinfenghuang Jiang
Els Jinfenghuang Jiang (xinès tradicional: 金鳳凰獎, xinès simplificat: 金凤凰奖, pinyin: Jīnfènghuáng Jiǎng, literalment 'Premis Fènix Daurat') són un guardó bianual atorgat per la China Film Performance Art Academy per reconèixer les actuacions destacades al cinema. El 1987, la primera cerimònia anual de lliurament de premis es va celebrar a Guangzhou. Se'ls considera l'equivalent de la Xina als Screen Actors Guild Awards.
Com que el Premi és l'única categoria habitual que jutja les actuacions dels actors, hi ha diversos guanyadors a la categoria. Els premis honorífics s'atorguen a actors d'entre 60 i 70 anys, mentre que el premi a la trajectòria s'atorga als actors de més de 80 anys. Des del 2005, actors de Taiwan i Hong Kong també poden optar als premis.
L'estatueta té forma de fènix, dissenyada per l'artista Han Meilin.

## Categories
- Premi de l'Acadèmia
- Premi especial del jurat
- Premi nous actors
- Premi Honorífic
- Premi a la trajectòria